# Baron Grey de Ruthyn

Wappen der Barone Grey de Ruthyn

Baron Grey de Ruthyn war ein erblicher britischer Adelstitel in der Peerage of England. Er ist aktuell in Abeyance.
Stammsitz der Barone war Ruthin Castle in Ruthin in Denbighshire, Wales.

## Verleihung
Der Titel wurde am 30. Dezember 1324 für Roger Grey, einen jüngeren Sohn von John Grey, 2. Baron Grey of Wilton geschaffen, indem dieser per Writ of Summons zum königlichen Parlament berufen wurde.
Als Barony by writ ist der Titel auch in weiblicher Linie vererbbar. Der 4. Baron wurde 1465 zum Earl of Kent erhoben. Der Earlstitel fiel nach dem Tod des 11. Barons (und 8. Earls) 1639 an eine andere Linie der Familie. Der 15. Baron wurde am 21. April 1690 zum Viscount Longueville erhoben, sein Sohn und Erbe am 26. September 1717 zum Earl of Sussex. Beide Titel erloschen beim Tod des 18. Barons (und 3. Earls) am 22. April 1799. Der spätere 21. Baron hatte von seinem Vater 1851 auch den Titel Marquess of Hastings geerbt. Das Marquessate erlosch bei seinem Tod 1868, die Baronie Grey de Ruthyn fiel in Abeyance. Der Titel wurde 1885 zugunsten von Bertha Clifton, als 22. Baroness, wiederhergestellt und fiel beim Tod des 24. Barons 1934 wieder in Abeyance. 1940 wurde der Titel zugunsten von John Butler-Rowdon, als 25. Baron, wiederhergestellt, fiel aber bereits bei seinem Tod 1963 erneut in Abeyance. Dieser Zustand hält bis heute an, aktuell teilen sich folgende Erben den Anspruch auf den Titel: Simon Abney-Hastings, 15. Earl of Loudoun (* 1974), Norman Angus MacLaren (* 1948) und Rhodri Philipps, 4. Viscount St. Davids (* 1966).

## Liste der Barone Grey de Ruthyn (1324)
- Roger Grey, 1. Baron Grey de Ruthyn († 1353)
- Reginald Grey, 2. Baron Grey de Ruthyn (1319–1388)
- Reginald Grey, 3. Baron Grey de Ruthyn (1362–1440)
- Edmund Grey, 1. Earl of Kent, 4. Baron Grey de Ruthyn (1416–1490)
- George Grey, 2. Earl of Kent, 5. Baron Grey de Ruthyn († 1503)
- Richard Grey, 3. Earl of Kent, 6. Baron Grey de Ruthyn (1478–1523)
- Henry Grey, 4. Earl of Kent, 7. Baron Grey de Ruthyn († 1562)
- Reginald Grey, 5. Earl of Kent, 8. Baron Grey de Ruthyn († 1573)
- Henry Grey, 6. Earl of Kent, 9. Baron Grey de Ruthyn (1541–1615)
- Charles Grey, 7. Earl of Kent, 10. Baron Grey de Ruthyn (1545–1623)
- Henry Grey, 8. Earl of Kent, 11. Baron Grey de Ruthyn (1583–1639)
- Charles Longueville, 12. Baron Grey de Ruthyn (1612–1643)
- Susan Longueville, 13. Baroness Grey de Ruthyn (1634–1676)
- Charles Yelverton, 14. Baron Grey de Ruthyn (1657–1679)
- Henry Yelverton, 1. Viscount Longueville, 15. Baron Grey de Ruthyn (1664–1704)
- Talbot Yelverton, 1. Earl of Sussex, 16. Baron Grey de Ruthyn (1690–1731)
- George Yelverton, 2. Earl of Sussex, 17. Baron Grey de Ruthyn (1727–1758)
- Henry Yelverton, 3. Earl of Sussex, 18. Baron Grey de Ruthyn (1728–1799)
- Henry Yelverton, 19. Baron Grey de Ruthyn (1780–1810)
- Barbara Yelverton, Marchioness of Hastings, 20. Baroness Grey de Ruthyn (1810–1858)
- Henry Rawdon-Hastings, 4. Marquess of Hastings, 21. Baron Grey de Ruthyn (1842–1868) (Titel abeyant 1868)
- Bertha Clifton, 22. Baroness Grey de Ruthyn (1835–1887) (Abeyance beendet 1885)
- Rawdon Clifton, 23. Baron Grey de Ruthyn (1858–1912)
- Cecil Clifton, 24. Baron Grey de Ruthyn (1862–1934) (Titel abeyant 1934)
- John Butler-Rowdon, 25. Baron Grey de Ruthyn (1883–1963) (Abeyance beendet 1940; Titel abeyant 1963)